# Ruisseau de Tessonne
Le ruisseau de Tessonne, est un ruisseau français qui coule en région Occitanie, dans le département de Tarn-et-Garonne. C'est un affluent direct de la Garonne en rive gauche.

## Géographie
De 21,8 km de longueur, il prend sa source sur la commune de Escazeaux et se jette dans la Garonne en rive gauche sur la commune de Bourret en Tarn-et-Garonne.

### Département et communes traversés
- Tarn-et-Garonne : Faudoas, Escazeaux, Beaumont-de-Lomagne, Comberouger, Vigueron, Belbèze-en-Lomagne, Larrazet, Saint-Sardos, Montaïn, Bourret.

## Principaux affluents
- Le Tort : 11,1 km
- Ruisseau Carriès : 1,3 km
- Ruisseau de Taillefert : 1,7 km